# Palpimanus argentinus
Palpimanus argentinus är en spindelart som beskrevs av Cândido Firmino de Mello-Leitão 1927. 
Palpimanus argentinus ingår i släktet Palpimanus och familjen Palpimanidae. Inga underarter finns listade i Catalogue of Life.